# Solidão – Notas do Punho de uma Mulher
Solidão – Notas do punho de uma mulher  é um livro de Irene Lisboa publicado em Portugal originalmente 1939.
Escrita sob o pseudónimo literário de João Falco, é a primeira obra em prosa de Irene Lisboa. Pela inserção das datações genéricas e pelo carácter introspectivo, Solidão – Notas do punho de uma mulher aproxima-se do género diarístico. É um livro de registo autobiográfico, que reflecte o solitário quotidiano de um “eu” que se transcende pela escrita.
Foi reeditado em 1966 pela Portugália Editora, pela terceira vez em 1973 pelo Círculo de Leitores e em 1992 pela Editorial com prefácio e notas de Paula Morão. 